# ساشا گایسر

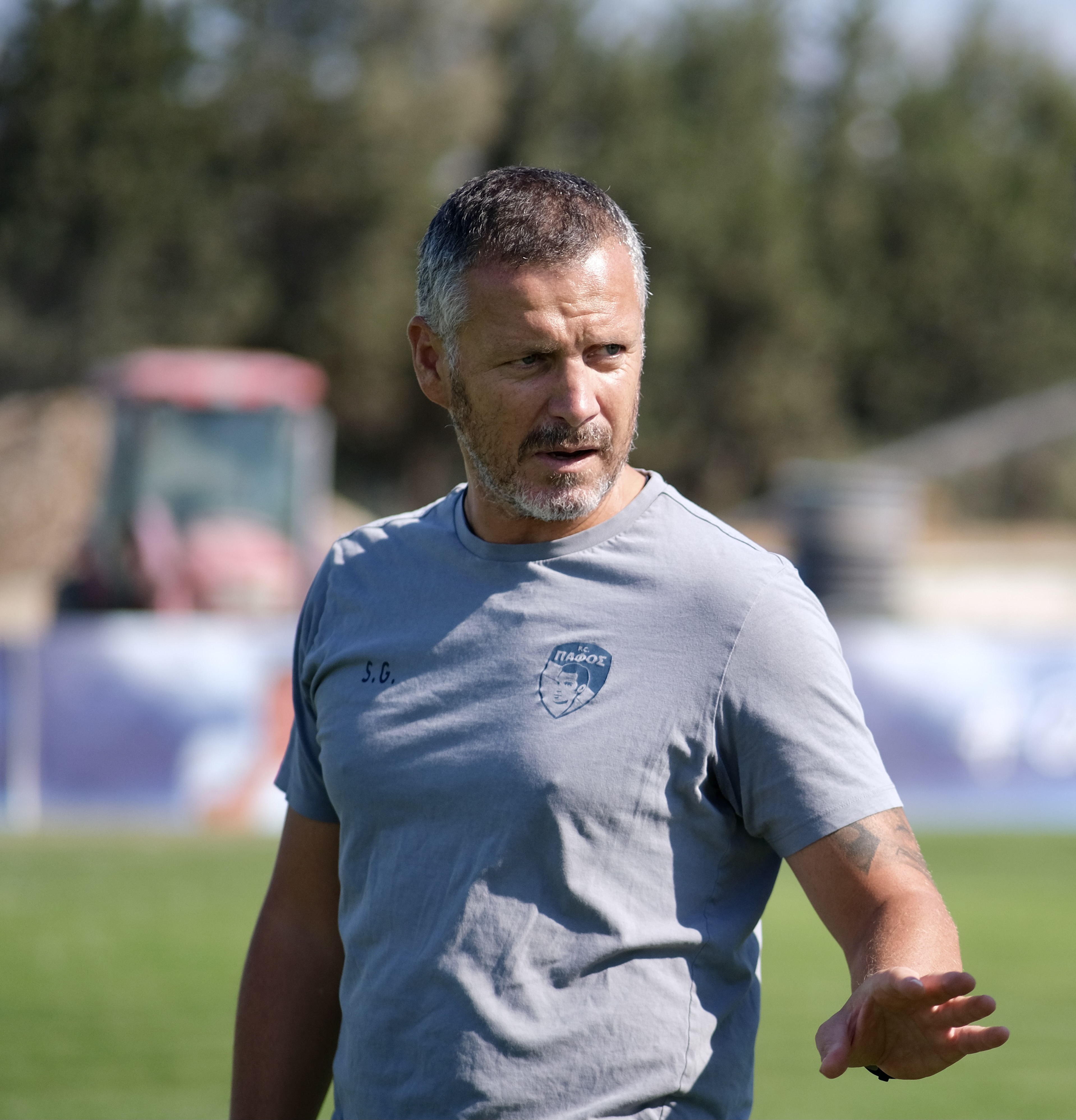
ساشا گایسر - ۲۰۲۱

ساشا گایسر (انگلیسی: Saša Gajser؛ زادهٔ ۱۱ فوریهٔ ۱۹۷۴) بازیکن فوتبال سابق اهل اسلوونی است. از باشگاه‌هایی که در آن بازی کرده‌است می‌توان به باشگاه فوتبال ماریبور و خنت، و اشاره کرد.
وی همچنین در تیم ملی فوتبال اسلوونی بازی کرده و در جام جهانی فوتبال ۲۰۰۲ بازی کرده‌است.